# Northbound
Northbound is het eerste album dat de Finse Iro Haarla heeft opgenomen voor ECM Records. Ze heeft dan wel al meegespeeld op een aantal albums van derden, maar dit is haar eerste album onder eigen naam voor dat label. De opnamen vonden plaats in de Rainbow Studio van Jan Erik Kongshaug, een van de vaste studios waar ECM-musici hun albums opnemen.

## Musici
- Iro Haarla – piano, harp
- Trygve Seim – saxofoon
- Mathias Eick – trompet
- Uffe Krokfors – contrabas
- Jon Christensen – drumstel

## Composities
Alle compositie door Haarla, behalve waar aangegeven:

| Nr. | Titel                                          | Duur  |
| --- | ---------------------------------------------- | ----- |
| 1.  | Avian kingdom                                  | 8:01  |
| 2.  | Barcarole                                      | 8:17  |
| 3.  | With thanksgiving                              | 10:32 |
| 4.  | Time for recollection                          | 8:30  |
| 5.  | On a crest of a wave                           | 6:39  |
| 6.  | Waterworn rocks                                | 4:05  |
| 7.  | Veil of mist (Haarla, Seim, Eick, Christensen) | 4:28  |
| 8.  | Light in the sadness                           | 9:15  |
| 9.  | A singing water nymph (Haarla, Seim)           | 3:07  |
| 10. | Yarra, yarra...                                | 8:30  |
| 11. | Northbound...                                  | 5:28  |